# Eduard Wendt
Pour les articles homonymes, voir Wendt.
Eduard Wendt, né en 1807 à Berlin et mort le 23 décembre 1890 à Magdebourg, est un violoniste prussien.

## Biographie
Eduard Wendt naît en 1807 à Berlin. Enfant, il montre d'importants talents musicaux, si bien que son père, qui est professeur de musique à Berlin, lui offre l'occasion de pratiquer l'orchestration.